# 最后的胜利
《最后的胜利》是黎锦晖在国民革命军北伐期间所创作的一部歌舞剧。监狱长用鞭子抽打囚徒。工人、农民拿起了斧头、锄头，冲进监狱，打到了监狱长，解救了囚徒，大家欢庆胜利。这部剧在北伐高潮时期，多次演出，广受欢迎。黎锦晖组织的明月歌舞团赴南洋演出期间，于1928年10月10日在雅加达演出，受到华侨的热烈欢迎，一天之内连演四场。